# Odsonne Édouard
Odsonne Édouard, född 16 januari 1998, är en fransk fotbollsspelare som spelar för Crystal Palace.

## Klubbkarriär
Den 15 juni 2018 värvades Édouard av Celtic, där han skrev på ett fyraårskontrakt. Den 31 augusti 2021 värvades Édouard av Crystal Palace, där han skrev på ett fyraårskontrakt. Édouard debuterade i Premier League den 11 september 2021, där han blev inbytt i den 84:e minuten mot Christian Benteke och därefter gjorde två mål.